# Černá Hora na Eurovision Song Contest
Černá Hora se zúčastnila 13 ročníků soutěže Eurovision Song Contest, poprvé v roce 2007. Předtím se účastnila jako součást Jugoslávie a Srbska a Černé Hory. Černohorským vysílatelem, který se soutěže účastní, je Radio televizija Crne Gore (RTCG).
Jako první se v soutěži představil Stevan Faddy s písní „Ajde, kroči“. Největším úspěchem bylo 13. místo, které ve finále v roce 2015 získal zpěvák Knez s písní „Adio“.

## Výsledky
| Rok                           | Interpret         | Píseň                                   | Jazyk                              | Finále   | Finále   | Semifinále | Semifinále |
| Rok                           | Interpret         | Píseň                                   | Jazyk                              | Pořadí   | Body     | Pořadí     | Body       |
| ----------------------------- | ----------------- | --------------------------------------- | ---------------------------------- | -------- | -------- | ---------- | ---------- |
| 2007                          | Stevan Faddy      | „Ajde, kroči“ (Ајде, крочи)             | černohorština                      | nepostup | nepostup | 22.        | 33         |
| 2008                          | Stefan Filipović  | „Zauvijek volim te“ (Заувијек волим те) | černohorština                      | nepostup | nepostup | 14.        | 23         |
| 2009                          | Andrea Demirović  | „Just Get Out of My Life“               | angličtina                         | nepostup | nepostup | 11.        | 44         |
| bez účasti v letech 2010–2011 |                   |                                         |                                    |          |          |            |            |
| 2012                          | Rambo Amadeus     | „Euro Neuro“                            | angličtina, černohorština, němčina | nepostup | nepostup | 15.        | 20         |
| 2013                          | Who See           | „Igranka“ (Игранка)                     | černohorština                      | nepostup | nepostup | 12.        | 41         |
| 2014                          | Sergej Ćetković   | „Moj svijet“ (Мој свијет)               | černohorština                      | 19.      | 37       | 7.         | 63         |
| 2015                          | Knez              | „Adio“ (Адио)                           | černohorština                      | 13.      | 44       | 9.         | 57         |
| 2016                          | Highway           | „The Real Thing“                        | angličtina                         | nepostup | nepostup | 13.        | 60         |
| 2017                          | Slavko Kalezić    | „Space“                                 | angličtina                         | nepostup | nepostup | 16.        | 56         |
| 2018                          | Vanja Radovanović | „Inje“ (Иње)                            | černohorština                      | nepostup | nepostup | 16.        | 40         |
| 2019                          | D mol             | „Heaven“                                | angličtina                         | nepostup | nepostup | 16.        | 46         |
| bez účasti v letech 2020–2021 |                   |                                         |                                    |          |          |            |            |
| 2022                          | Vladana           | „Breathe“                               | angličtina, italština              | nepostup | nepostup | 17.        | 33         |
| bez účasti v letech 2023–2024 |                   |                                         |                                    |          |          |            |            |
| 2025                          | Nina Žižić        | „Dobrodošli“ (Добродошли)               | černohorština                      | nepostup | nepostup | 16.        | 12         |

| Legenda | Legenda        |
| ------- | -------------- |
| ◁       | poslední místo |

## Ocenění

### Cena Barbary Dex
| Rok  | Pořadatel | Interpret      |
| ---- | --------- | -------------- |
| 2017 | Kyjev     | Slavko Kalezić |

## Galerie

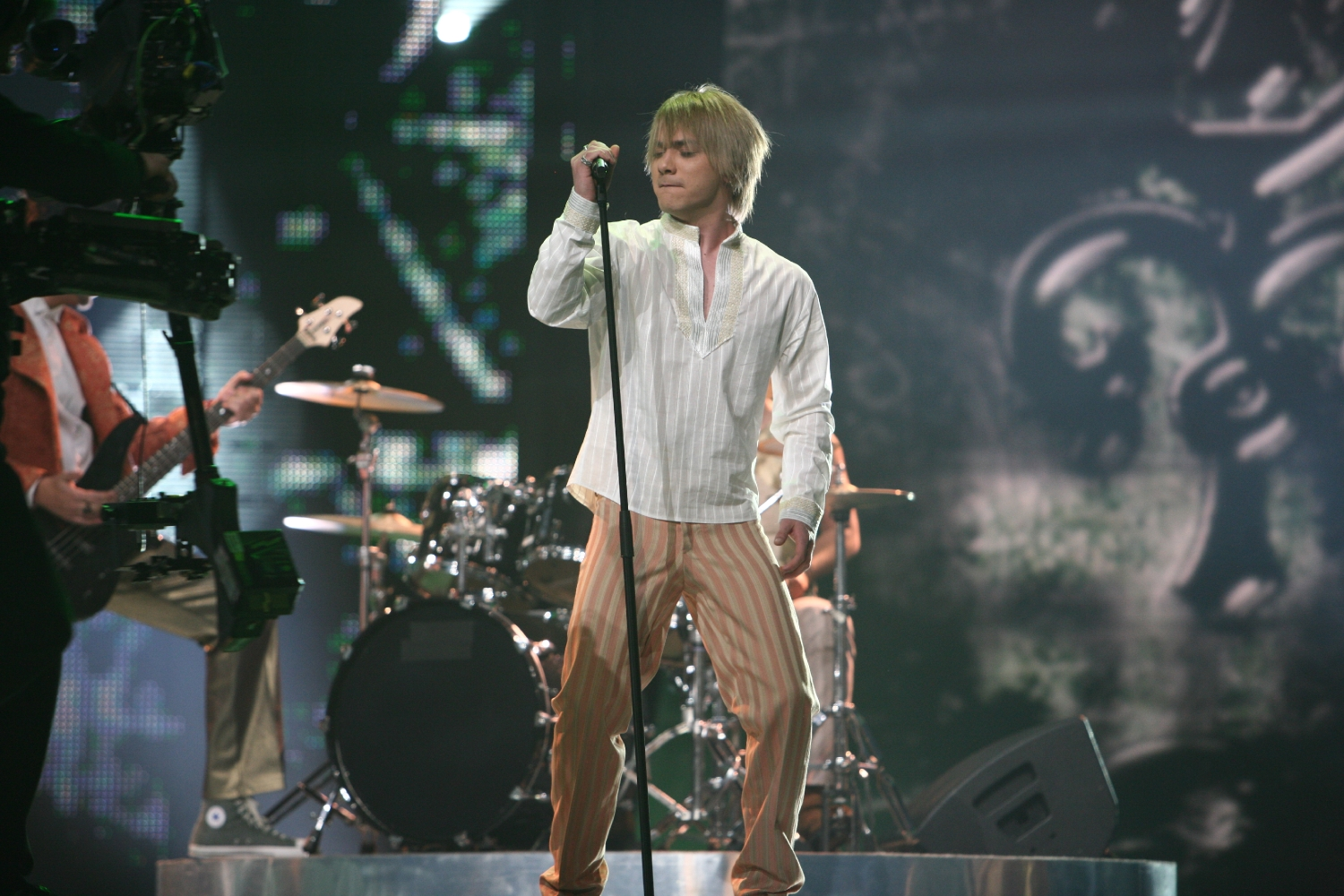
Stevan Faddy v Helsinkách (2007)
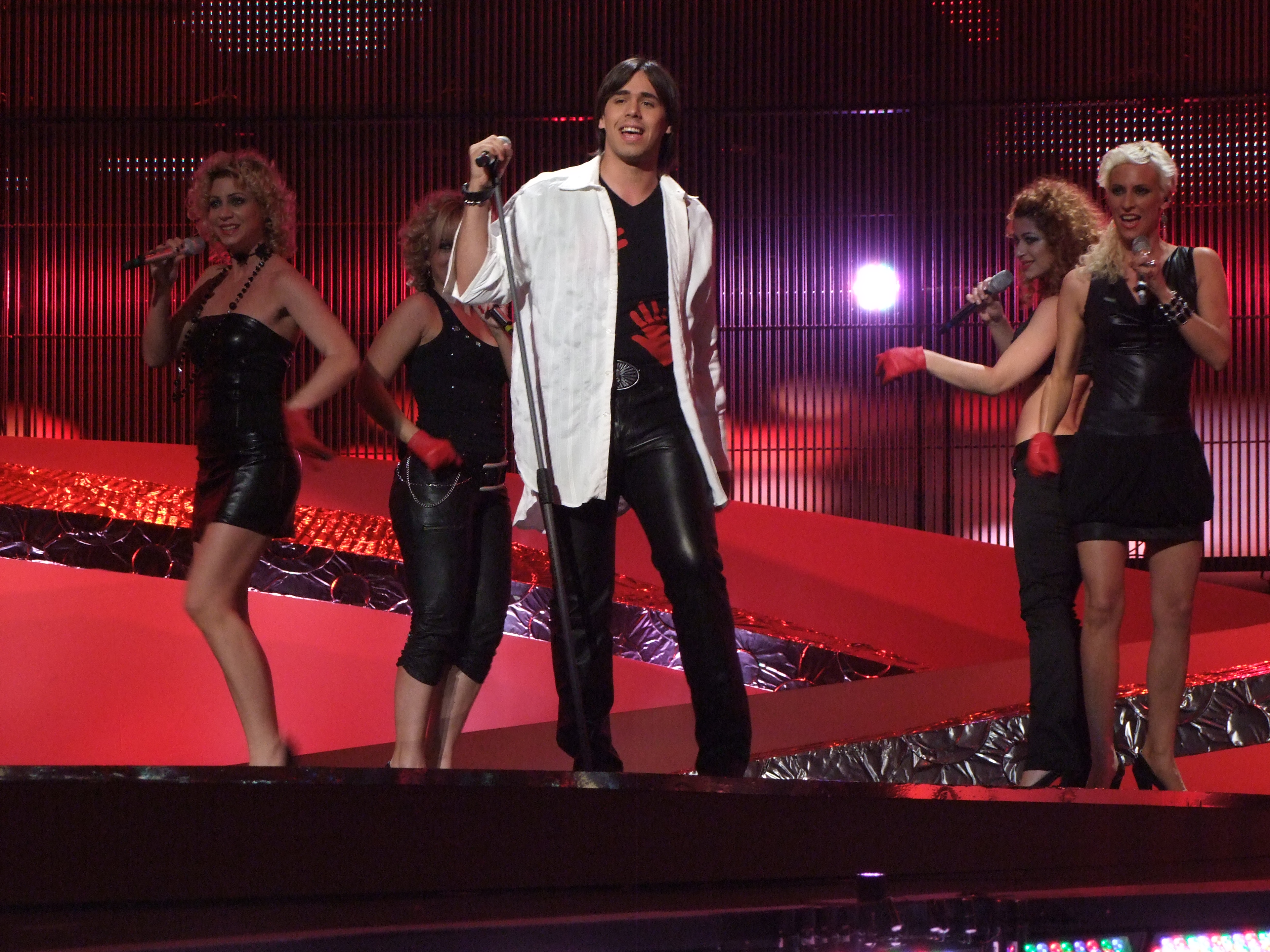
Stefan Filipović v Bělehradu (2008)
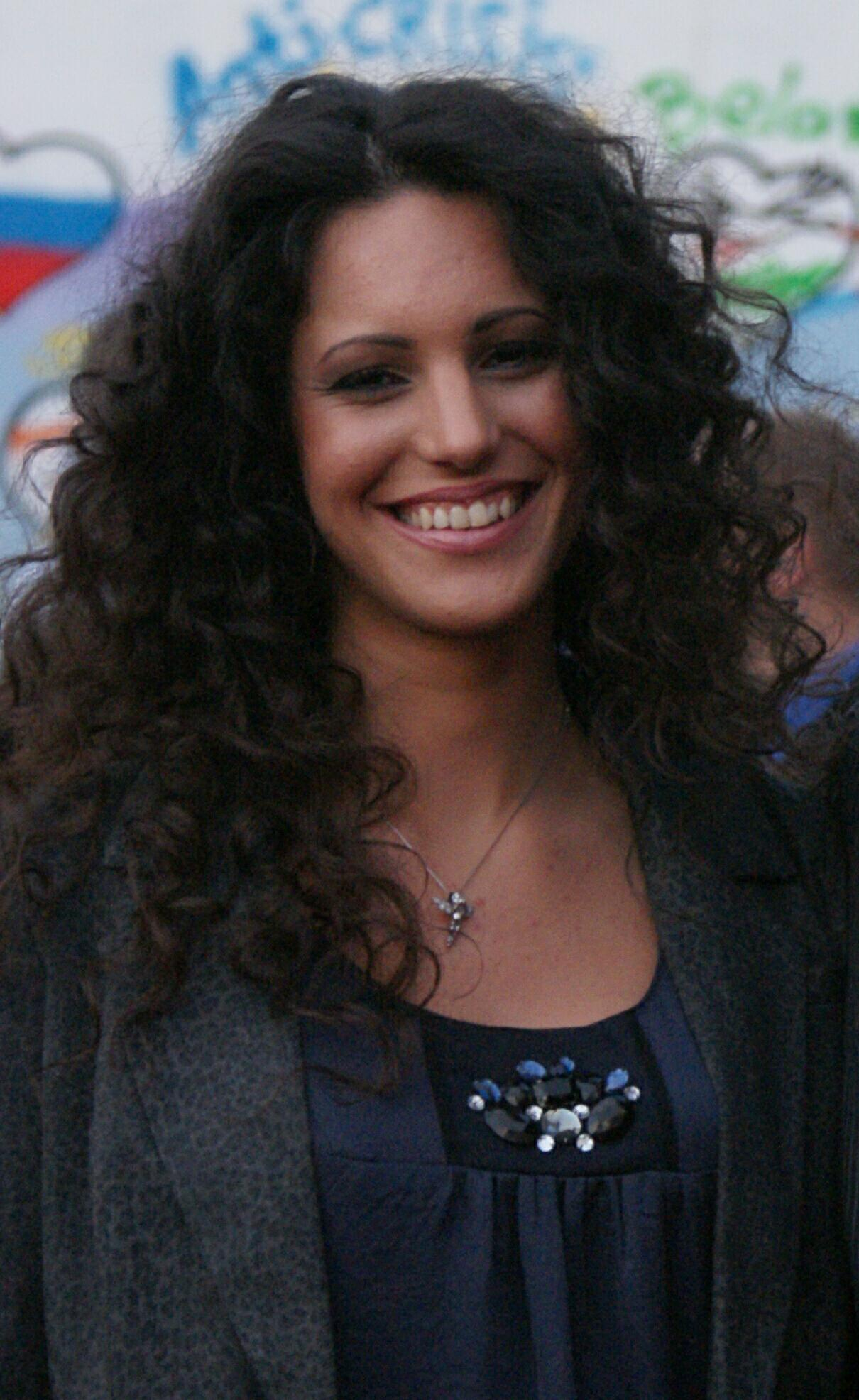
Andrea Demirović v Moskvě (2009)
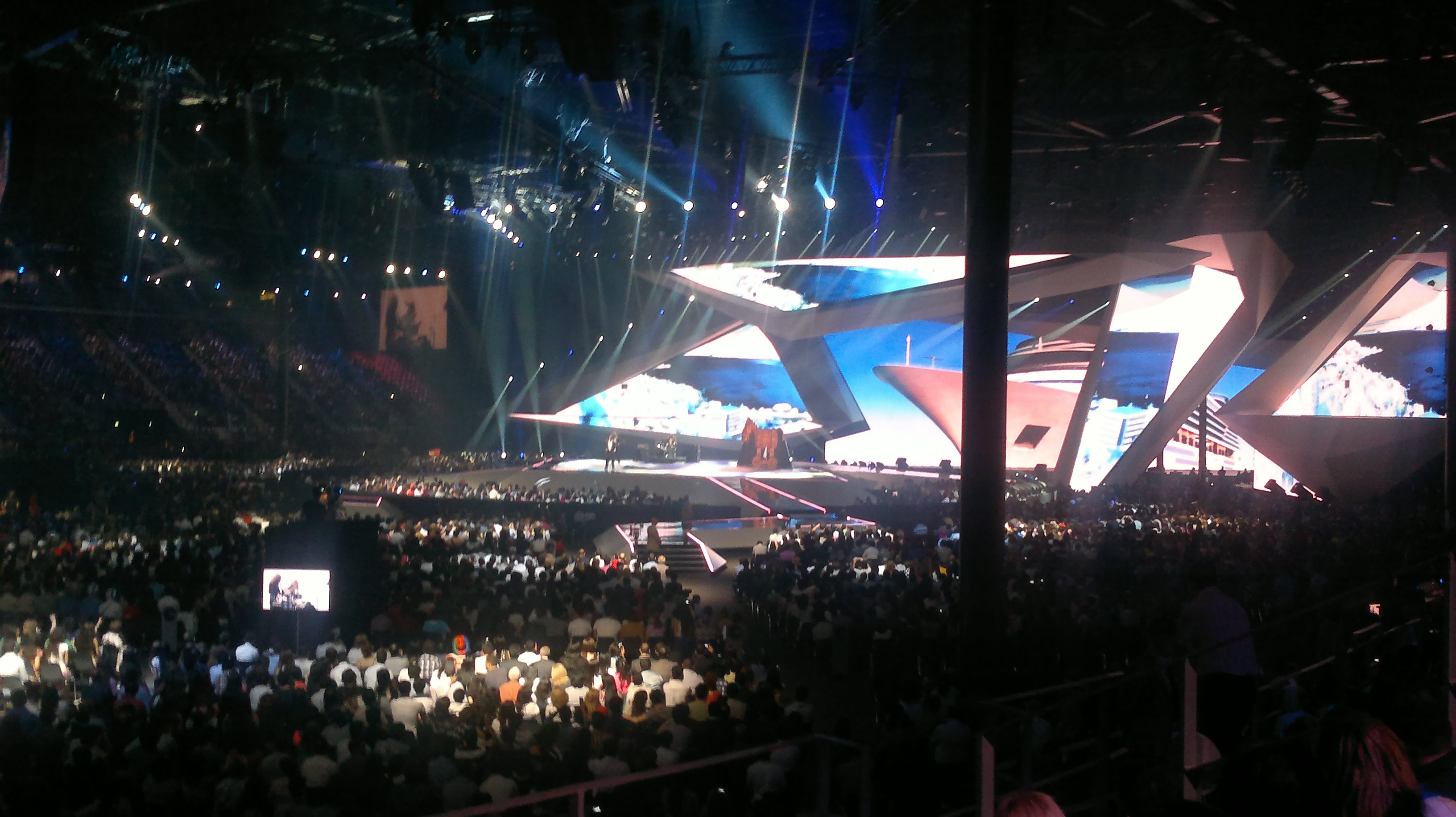
Rambo Amadeus v Baku (2012)
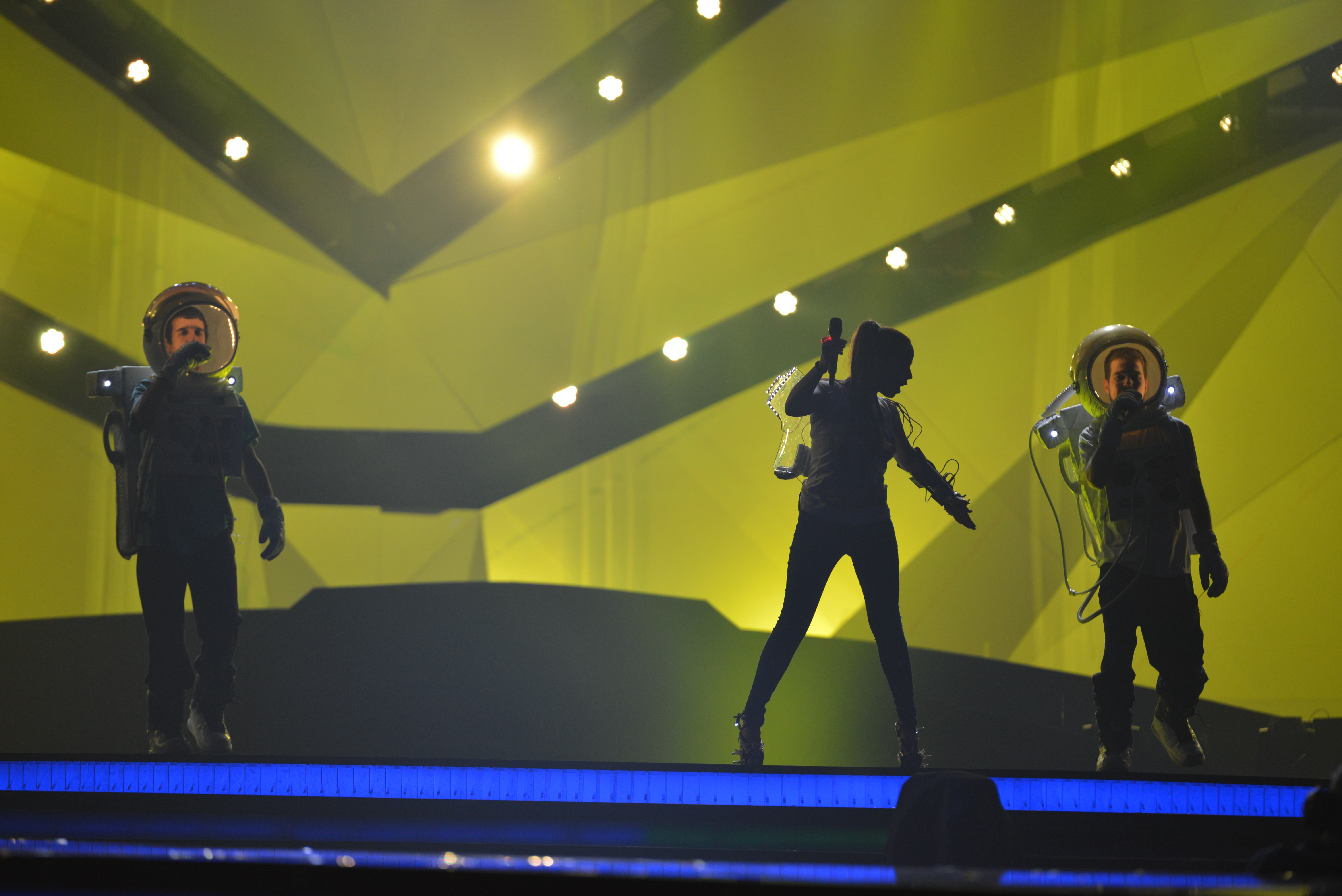
Who See v Malmö (2013)
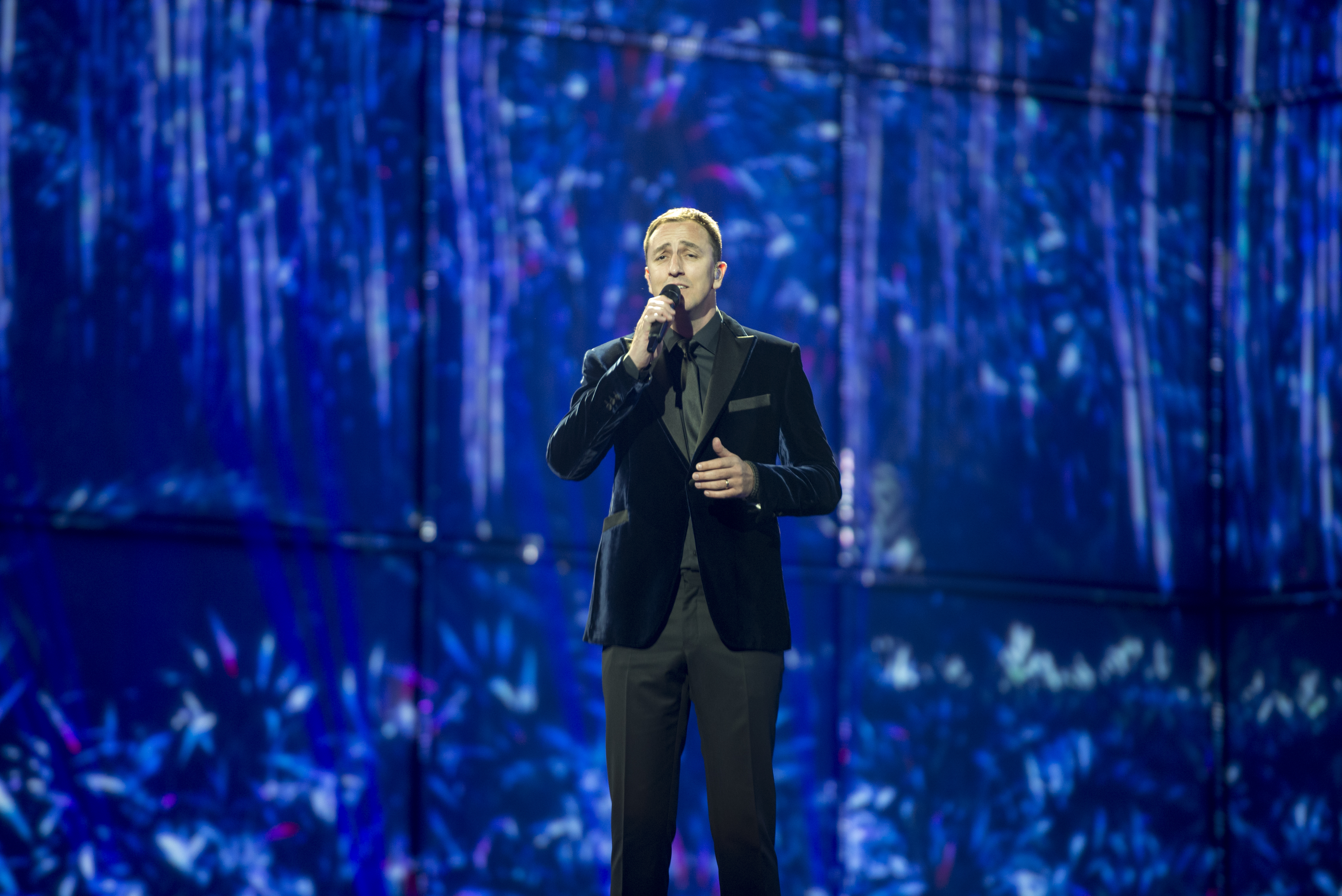
Sergej Ćetković v Kodani (2014)
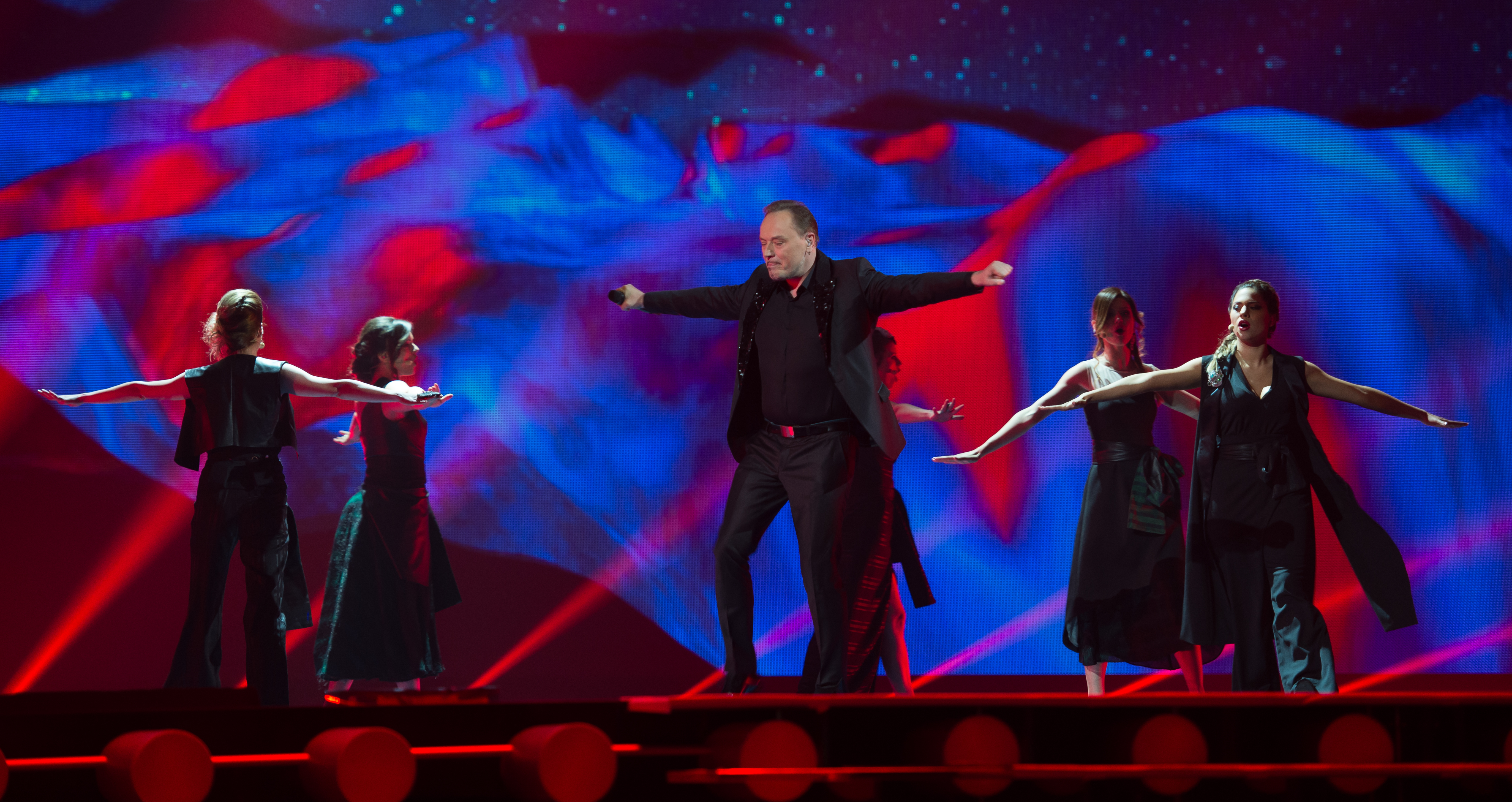
Knez ve Vídni (2015)
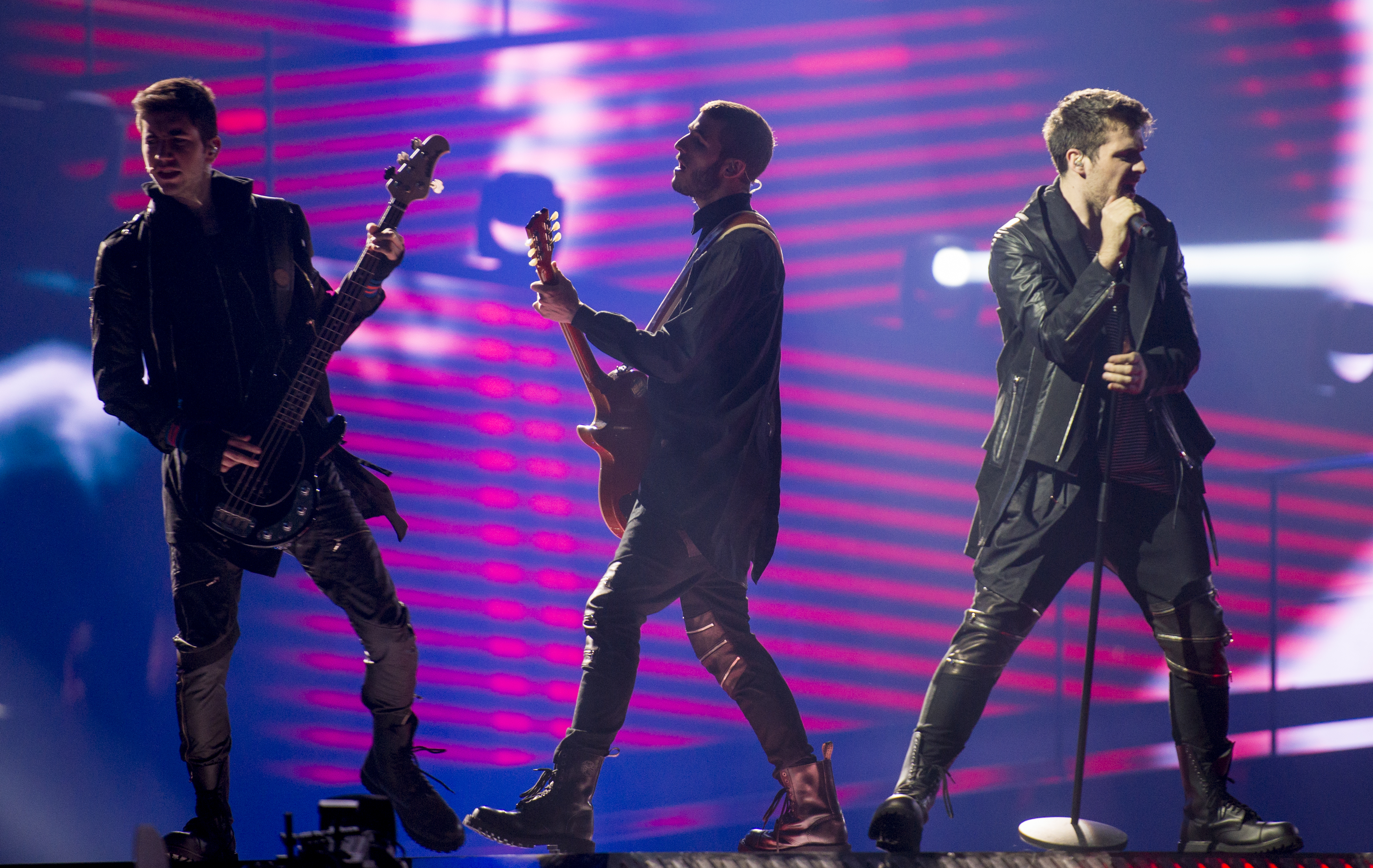
Highway ve Stockholmu (2016)
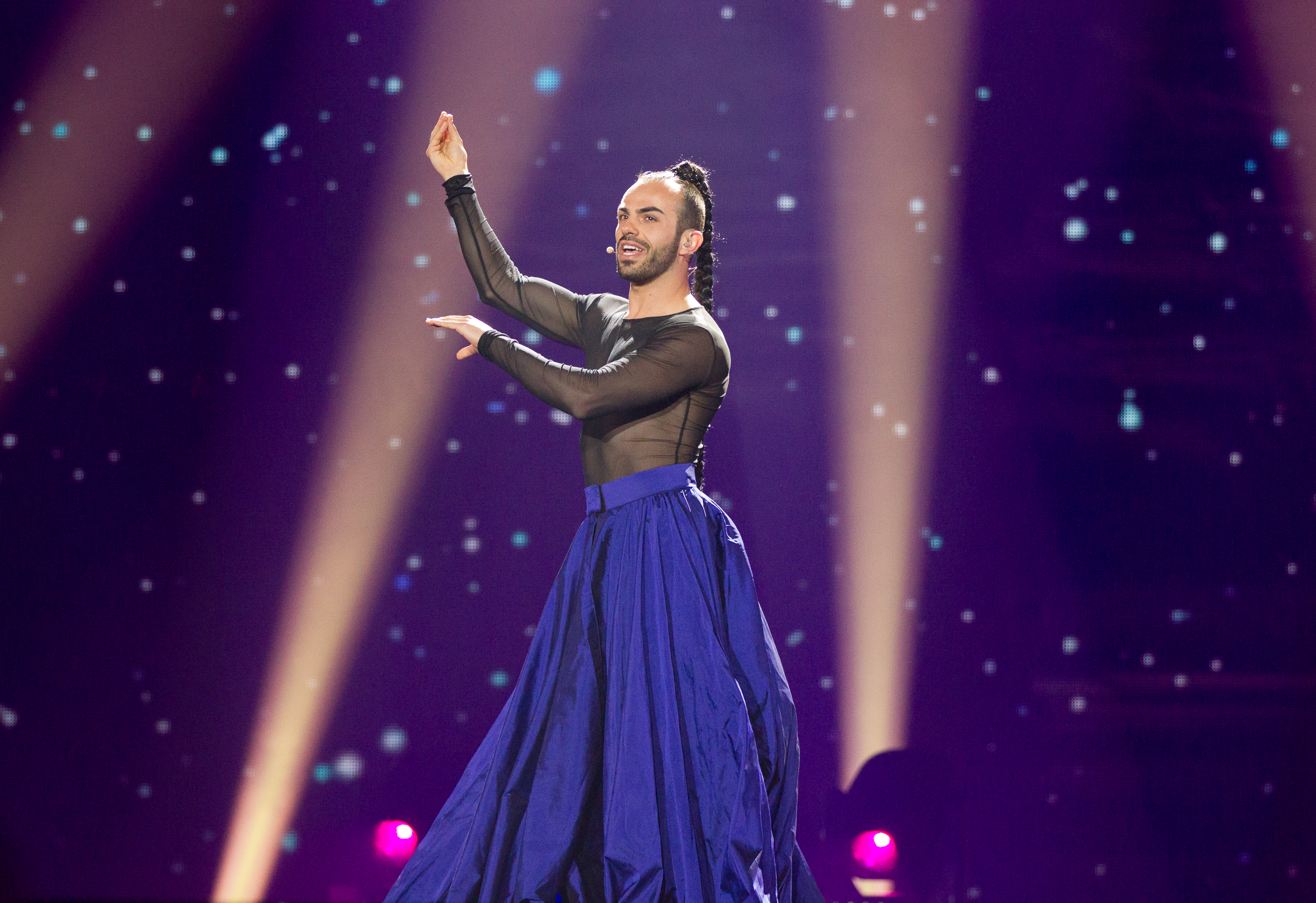
Slavko Kalezić v Kyjevě (2017)
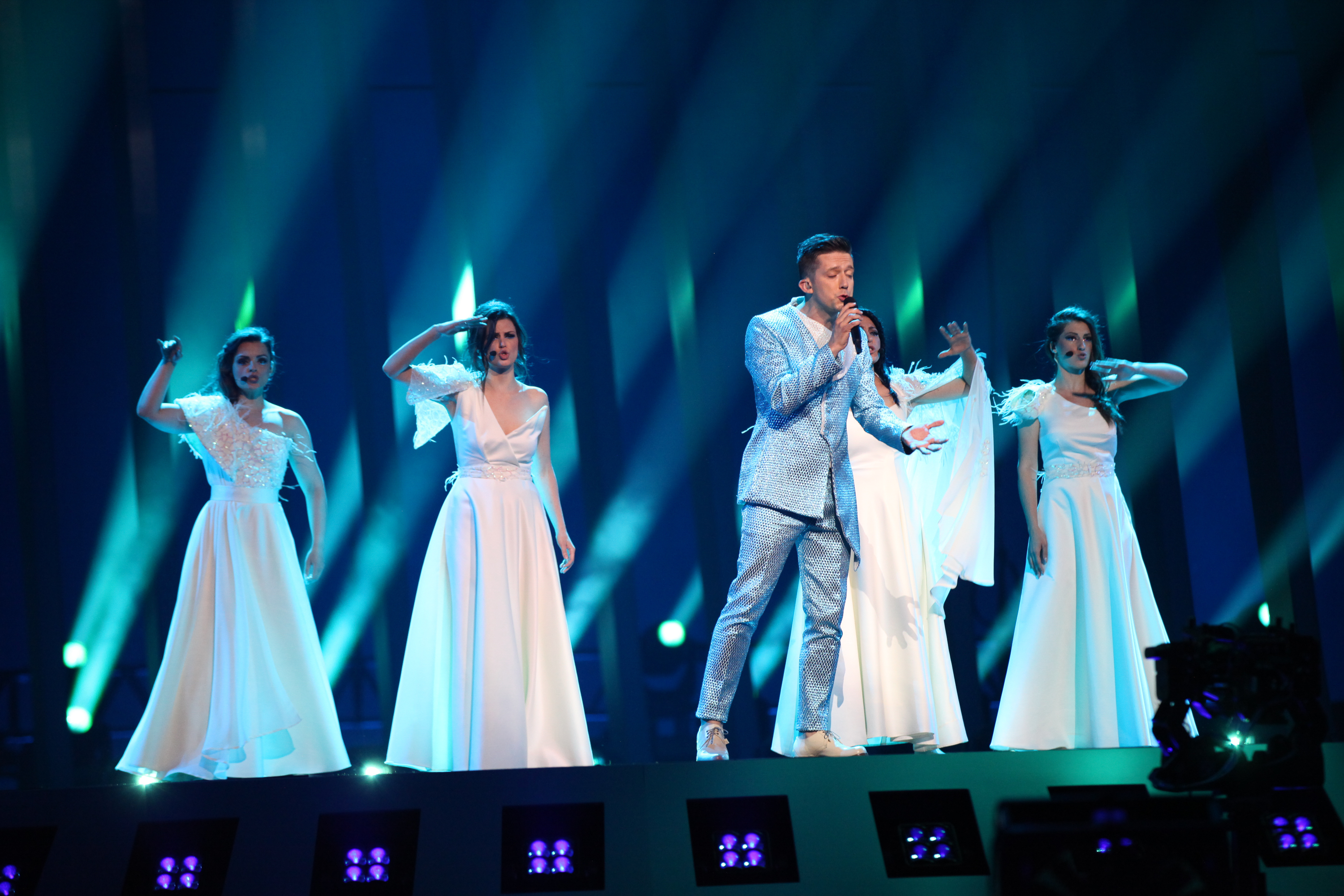
Vanja Radovanović v Lisabonu (2018)
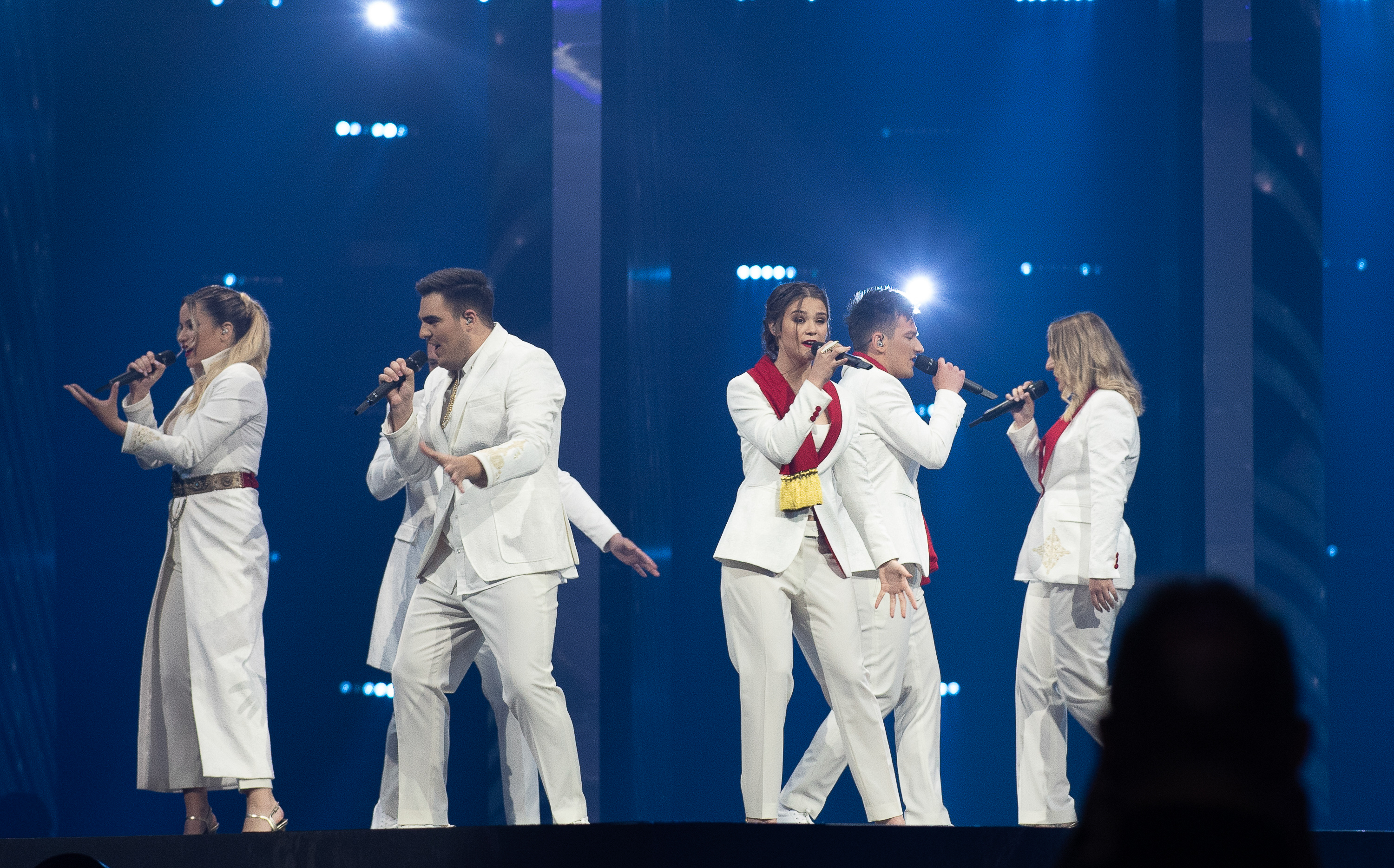
D mol v Tel Avivu (2019)
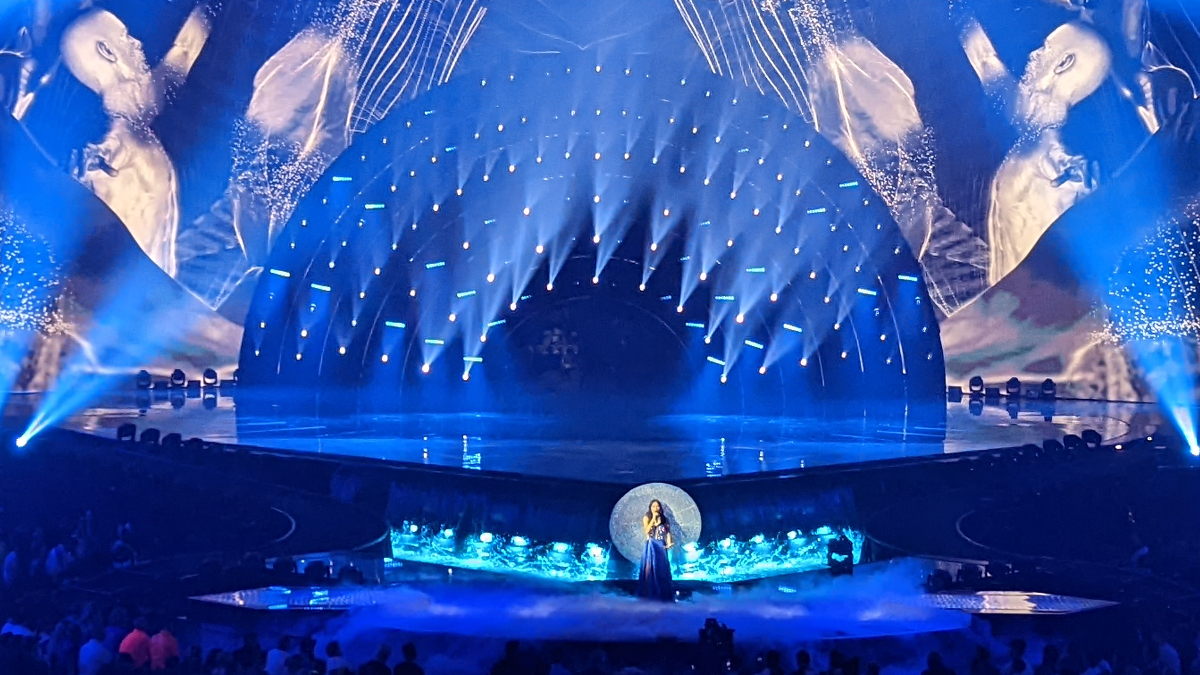
Vladana v Turíně (2022)
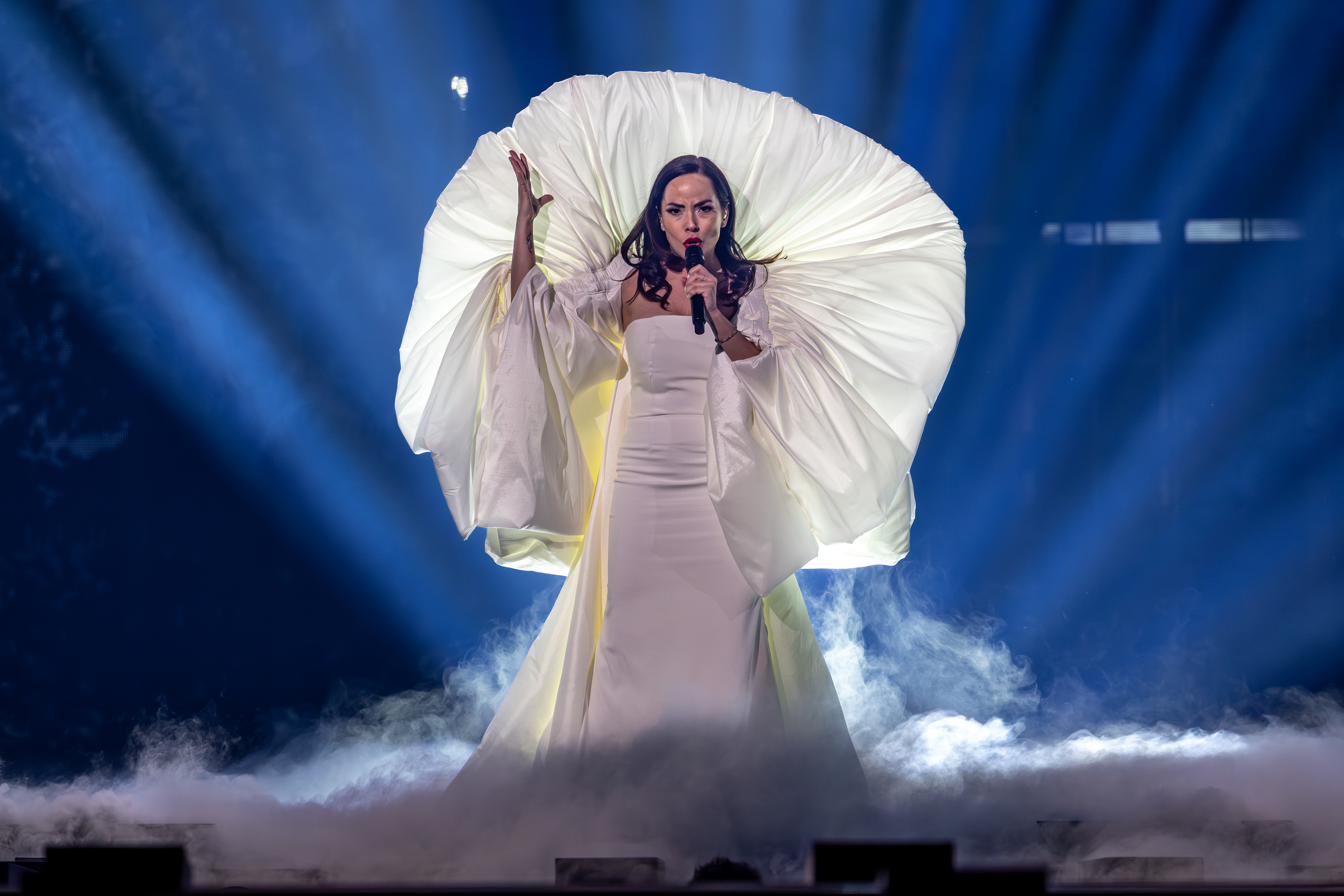
Nina Žižić v Basileji (2025)